# Quinta Cruzada
A Quinta Cruzada (setembro de 1217 – 29 de agosto de 1221) foi uma campanha de uma série de Cruzadas empreendidas pelos europeus ocidentais para readquirir Jerusalém e o restante da Terra Santa, primeiramente conquistando o Egito, governado pelo poderoso sultanato aiúbida, liderado por al-Adil, irmão de Saladino.
Depois do fracasso da Quarta Cruzada, Inocêncio III voltou a conclamar uma cruzada e iniciou a organização de exércitos cruzados liderados por André II da Hungria e Leopoldo VI da Áustria, em breve contando também com João de Brienne, titular Rei de Jerusalém. Uma campanha inicial no final de 1217 na Síria não trouxe resultados conclusivos, e André partiu de volta. Em seguida, um exército alemão liderado pelo clérigo Oliver de Paderborn e um exército misto de neerlandeses, flamengos e frísios sob o comando de Guilherme I, Conde da Holanda juntou-se então à Cruzada em Acre, visando primeiro a conquista do Egito, visto como a chave para Jerusalém. Lá, o cardeal Pelágio Galvani chegou como legado papal e se tornou o líder de facto da Cruzada, apoiado por João de Brienne e pelos mestres dos Templários, Hospitalários e Cavaleiros Teutônicos. O Imperador do Sacro Império Romano-Germânico Frederico II, que havia tomado a cruz em 1215, não participou conforme prometido.
Após o bem-sucedido cerco de Damieta em 1218–1219, os cruzados ocuparam o porto por dois anos. Al-Kamil, agora sultão do Egito, ofereceu generosas condições de paz, incluindo a restauração de Jerusalém ao domínio cristão. O sultão foi várias vezes rechaçado por Pelágio, e os cruzados marcharam ao sul em direção ao Cairo em julho de 1221. No caminho, atacaram uma fortaleza de al-Kamil na batalha de Mansurah, mas foram derrotados e forçados a se render. Os termos de rendição incluíam a retirada de Damieta — deixando todo o Egito — e uma trégua de oito anos. A Quinta Cruzada terminou em setembro de 1221, em derrota para os cruzados, que não atingiram seus objetivos.

## Antecedentes
Por volta de 1212, Inocêncio III já era papa havia 14 anos e enfrentava a decepção da Quarta Cruzada e sua incapacidade de recuperar Jerusalém, a prolongada Cruzada Albigense, iniciada em 1209, e o fervor popular da Cruzada das Crianças de 1212. O Império Latino de Constantinopla estava estabelecido, com o imperador Balduíno I essencialmente eleito pelos venezianos. (A coroa imperial foi oferecida inicialmente ao doge Enrico Dandolo, que a recusou.) O primeiro Patriarca Latino de Constantinopla, o veneziano Tomás Morosini, foi contestado pelo papa como não canônico.
A situação na Europa era caótica. Filipe da Suábia estava em disputa pelo trono alemão com Otão de Brunswick. As tentativas de Inocêncio III de reconciliar suas diferenças foram anuladas pelo assassinato de Filipe em 21 de junho de 1208. Otão foi coroado imperador do Sacro Império Romano-Germânico e lutou contra o papa, resultando em sua excomunhão. A França estava profundamente envolvida na Cruzada Albigense e em conflito com João Sem Terra, resultando na Guerra Anglo-Francesa (1213–1214) de 1213–1214. A Sicília era governada pelo jovem rei Henrique II, e a Espanha se ocupava em sua cruzada contra os Almóadas. Havia pouco entusiasmo na Europa por uma nova cruzada.
Em Jerusalém, João de Brienne tornou-se governante efetivo do reino por meio de seu casamento com Maria de Monferrato. Em 1212, Isabel II de Jerusalém foi proclamada rainha de Jerusalém logo após seu nascimento, e seu pai João se tornou regente. Antioquia estava envolvida na Guerra da Sucessão Antioquina, iniciada com a morte de Boemundo III, e que só seria resolvida em 1219.
Antes da chegada de João de Brienne a Acre em 1210, os cristãos locais haviam se recusado a renovar a trégua com os aiúbidas. No ano seguinte, João negociou com o idoso sultão al-Adil uma nova trégua entre o reino e o sultanato, a qual duraria até 1217. Ao mesmo tempo, à luz da força dos muçulmanos e de suas fortificações renovadas, João também pediu ajuda ao papa. Não havia força real entre os francos sírios, pois muitos dos cavaleiros mobilizados haviam retornado para casa. Se uma nova cruzada fosse iniciada, deveria vir da Europa.
Inocêncio III esperava organizar tal cruzada à Terra Santa, sem nunca esquecer o objetivo de restaurar Jerusalém ao controle cristão. O pathos da Cruzada das Crianças só o estimulou a novos esforços. Mas, para Inocêncio, aquela tragédia tinha sua lição: “as próprias crianças nos envergonham, enquanto dormimos, elas seguem alegremente para conquistar a Terra Santa.”

## Preparativos para a Cruzada
Em abril de 1213, Inocêncio III emitiu a bula papal Quia maior, conclamando toda a cristandade a participar de uma nova cruzada. Em seguida, um decreto conciliar, o Ad Liberandam, foi promulgado em 1215. As instruções papais estabeleciam um novo empreendimento para recuperar Jerusalém, ao mesmo tempo em que definiam normas de cruzada que durariam quase um século.
A mensagem da cruzada foi pregada na França pelo legado Robert de Courçon, antigo colega do papa. Ele foi recebido com fortes reclamações do clero, que o acusava de invadir suas jurisdições. Felipe II de França apoiou seu clero, e Inocêncio III percebeu que o zelo de Robert ameaçava o sucesso da cruzada. Em 11 de novembro de 1215, foi convocado o Quarto Concílio de Latrão. Os prelados da França apresentaram suas queixas, muitas vezes bem fundamentadas, e o papa implorou que perdoassem os abusos do legado. No fim, poucos franceses participaram da expedição de 1217, pois não queriam viajar junto com alemães e húngaros; a França foi representada pelo arcebispo Aubrey de Reims e pelos bispos de Limoges e Bayeux, Jean de Veyrac e Robert des Ablèges.
No concílio, Inocêncio III clamou pela recuperação da Terra Santa. Ele desejava liderar a empresa pessoalmente, como o Primeira Cruzada deveria ter sido, para evitar os erros da Quarta Cruzada, que fora dominada pelos venezianos. Planejava encontrar-se com os cruzados em Brindisi e Messina para a partida em 1 de junho de 1217, proibindo o comércio com os muçulmanos para garantir aos cruzados barcos e armas, renovando um édito de 1179. Cada cruzado receberia uma indulgência, assim como aqueles que apenas ajudassem a custear as despesas de um cruzado, sem partir eles mesmos.
Para proteger Raoul de Merencourt, patriarca latino de Jerusalém, em sua viagem de volta ao reino, Inocêncio III incumbiu João de Brienne de escoltá-lo. Como João estava em conflito com Leão I da Armênia e Hugo I de Chipre, o papa ordenou que reconcilhassem suas diferenças antes de a Cruzada chegar à Terra Santa.
Inocêncio III morreu em 16 de julho de 1216, e Honório III foi consagrado como papa na semana seguinte. A Cruzada dominou a primeira parte de seu pontificado. No ano seguinte, ele coroou Pedro II de Courtenay como Imperador Latino, que foi capturado em sua jornada a leste, em Epiro, e morreu em cativeiro.
Robert de Courçon foi enviado como conselheiro espiritual da frota francesa, mas subordinado ao recém-escolhido legado papal Pelágio de Albano. O bispo Walter II de Autun, veterano da Quarta Cruzada, também retornaria à Terra Santa com a Quinta Cruzada. O cônego francês Jacques de Vitry havia se inspirado na piedosa Maria de Oignies e pregara a Cruzada Albigense depois de 1210. Ele chegou à sua nova posição como Bispo de Acre em 1216 e, pouco depois, Honório III encarregou-o de pregar a Cruzada nos assentamentos latinos na Síria, tarefa difícil diante da corrupção nos portos.
Oliver de Paderborn pregou a Cruzada na Alemanha e teve grande sucesso no recrutamento. Em julho de 1216, Honório III solicitou a André II da Hungria que cumprisse o voto de seu pai Bela III de liderar uma cruzada. Como vários outros governantes, o ex-pupilo do papa, Frederico II da Alemanha, fizera o juramento de partir para a Terra Santa em 1215 e apelara à nobreza alemã para acompanhá-lo. Porém, Frederico II hesitou, pois ainda disputava sua coroa com Otão IV, e Honório adiou repetidamente a data de início da expedição.
Na Europa, os trovadores também contribuíram para despertar o interesse pela cruzada. Entre eles estavam Elias Cairel, veterano da Quarta Cruzada, Pons de Capduelh, que depois se uniu à Cruzada em 1220, e Aimery de Pégulhan, que em seus versos implorava ao jovem Guilherme VI de Monferrato que seguisse os passos do pai e tomasse a cruz.
A força dos exércitos foi estimada em mais de 32 mil homens, incluindo mais de 10 mil cavaleiros. Um historiador árabe contemporâneo descreveu o contingente cruzado assim: "Neste ano, um número infinito de guerreiros partiu de Roma, a grande, e de outros países do Ocidente." Os cruzados estavam prontos para usar a tecnologia de cerco mais avançada, incluindo trabuco de contrapeso.

## Na Península Ibérica e no Levante
A partida dos cruzados finalmente começou no início de julho de 1217. Muitos optaram pela rota marítima tradicional até a Terra Santa. A frota fez a primeira parada em Dartmouth, na costa sul da Inglaterra. Ali, elegeram seus líderes e as leis que regeriam a empreitada. Dali, sob o comando de Guilherme I da Holanda, seguiram para o sul rumo a Lisboa. Como em expedições marítimas anteriores, a frota dispersou-se em tempestades, e só aos poucos conseguiu chegar a Lisboa após passar pelo famoso santuário de Santiago de Compostela.
Ao chegarem a Portugal, o bispo Soeiro Viegas de Lisboa tentou persuadir os cruzados a ajudar os portugueses a tomar a cidade de Alcácer do Sal ainda sob controle dos Almóadas. Os frísios, contudo, recusaram, lembrando a desqualificação da empreitada feita por Inocêncio III no Quarto Concílio de Latrão. Os demais cruzados, porém, foram convencidos pelos portugueses e iniciaram o Cerco de Alcácer do Sal em agosto de 1217. Os cruzados enfim capturaram a cidade com ajuda dos Templários e Hospitalários em outubro de 1217.
Um grupo de frísios que se recusou a auxiliar no cerco a Alcácer do Sal preferiu atacar várias cidades costeiras no caminho para a Terra Santa. Atacaram Faro, Rota, Cádis e Ibiza, obtendo muito saque. Em seguida, contornaram a costa do sul da França e passaram o inverno de 1217–1218 em Civitavecchia, na Itália, antes de continuarem rumo a Acre. Ao norte, Ingi II da Noruega tomara a cruz em 1216, mas morreu na primavera seguinte, e a eventual expedição escandinava teve pouca relevância.
Inocêncio III conseguira assegurar a participação do Reino da Geórgia na Cruzada. Tamar da Geórgia, rainha desde 1184, elevou seu reino ao auge de poder e prestígio na Idade Média. Sob seu governo, a Geórgia desafiou o domínio aiúbida no leste da Anatólia. Tamar morreu em 1213, sucedida por seu filho Jorge IV da Geórgia. No final da década de 1210, de acordo com crônicas georgianas, ele começou a planejar campanha na Terra Santa para apoiar os francos. Seus planos foram interrompidos com a invasão mongol de 1220. Após a morte de Jorge IV, sua irmã Rusudan da Geórgia notificou o papa de que a Geórgia não poderia cumprir a promessa.

## Situação na Terra Santa
Saladino morreu em 1193 e foi sucedido, na maior parte de seus domínios, por seu irmão al-Adil, patriarca de todos os sultões aiúbidas que sucederam no Egito. O filho de Saladino, Az-Zahir Ghazi, permaneceu no governo de Alepo. Um nível excepcionalmente baixo do rio Nilo em 1201–1202 acarretou a quebra das colheitas, gerando fome e pestilência. As pessoas recorreram a práticas atrozes, chegando comumente ao canibalismo. Terremotos violentos, sentidos até a Síria e Armênia, arrasaram cidades inteiras, agravando a miséria geral.
Após ataques navais a Roseta em 1204 e Damieta em 1211, a principal preocupação de al-Adil passou a ser o Egito. Ele estava disposto a fazer concessões para evitar guerra e favoreceu os estados marítimos italianos de Veneza e Pisa, tanto por motivos de comércio quanto para impedi-los de apoiar novas cruzadas. Grande parte de seu governo se deu sob tréguas com os cristãos, e ele construiu uma nova fortaleza no Monte Tabor para reforçar as defesas de Jerusalém e Damasco. Na maior parte de seus conflitos na Síria, lutou contra os Hospitalários em Crac des Chevaliers ou contra Boemundo IV de Antioquia, resolvidos por seu sobrinho Az-Zahir Ghazi. Só uma vez, em 1207, enfrentou diretamente os cruzados, tomando al-Qualai'ah, sitiando Crac des Chevaliers e avançando sobre Trípoli, antes de aceitar uma indenização de Boemundo IV em troca da paz.
Az-Zahir manteve aliança com Antioquia e com Keykavus I, sultão de Rum, para conter a influência de Leão I da Armênia e também manter opções abertas para desafiar seu tio. Az-Zahir morreu em 1216, deixando como sucessor Al-Aziz Muhammad, seu filho de 3 anos, cuja mãe era Dayfa Khatun, filha de al-Adil. O filho mais velho de Saladino, al-Afdal, tentou reivindicar Alepo, contando com apoio de Keykavus I, que também tinha interesse na região. Em 1218, al-Afdal e Keykavus invadiram Alepo e avançaram sobre a capital. A situação foi resolvida quando al-Ashraf, terceiro filho de al-Adil, dispersou o exército seljúcida. Mesmo assim, os seljúcidas permaneceram uma ameaça até a morte de Keykavus em 1220. Dado que os cruzados planejavam atacar o Egito, tais distrações ajudaram a estender os recursos do sultanato, que mantinha cooperação tensa.

## Cruzada de André II da Hungria
O primeiro a tomar a cruz na Quinta Cruzada foi o rei André II da Hungria. Ele fora convocado pelo papa em julho de 1216 para cumprir o voto de seu pai, Bela III, de liderar uma cruzada, e afinal aceitou, após adiar três vezes. André, que supostamente tinha interesse em se tornar Imperador Latino, hipotecou suas propriedades para financiar a cruzada. Em julho de 1217, André partiu de Zagreb, acompanhado por Leopoldo VI da Áustria e Otão I, Duque da Merânia. O exército de André era tão grande — ao menos 20 mil soldados montados, além de uma multidão “incalculável” de infantaria — que a maior parte ficou para trás quando ele e seus homens embarcaram em Split dois meses depois. Foram transportados pela frota veneziana, a maior da Europa à época. André e suas tropas zarparam de Split em 23 de agosto de 1217.

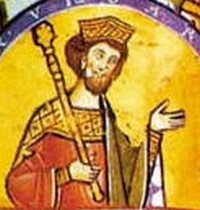
André II da Hungria

O exército húngaro desembarcou em 9 de outubro de 1217 em Chipre, de onde seguiu para Acre, unindo-se a João de Brienne, Raoul de Merencourt e Hugo I de Chipre. Até voltar para a Hungria, o rei André permaneceu como líder das forças cristãs na Quinta Cruzada. Em outubro de 1217, os líderes da expedição realizaram um conselho de guerra presidido por André II. Representando as ordens militares estavam os mestres Guérin de Montaigu (Hospitalários), Guilherme de Chartres (Templários), e Hermann von Salza (Ordem Teutônica). Participaram também Leopoldo VI da Áustria, Otão I da Merânia, Walter II de Avesnes, além de diversos arcebispos e bispos.
O plano de guerra de João de Brienne previa um ataque em duas frentes. Na Síria, as forças de André enfrentariam al-Mu'azzam, filho de al-Adil, no reduto de Nablus. Ao mesmo tempo, a frota atacaria Damieta, conquistando o Egito e possibilitando o controle do restante da Síria e Palestina. Contudo, o plano foi abandonado em Acre por falta de navios e homens. Em vez disso, aguardariam reforços e manteriam o inimigo ocupado em pequenas escaramuças, possivelmente avançando até Damasco.
Os muçulmanos sabiam que os cruzados chegariam em 1216, pois observaram a saída de mercadores de Alexandria. Tão logo o exército chegou a Acre, al-Adil, em campanha na Síria, enviou seu filho Al-Kamil defender o Cairo. Em pessoa, liderou uma pequena força para auxiliar al-Mu'azzam, então emir de Damasco. Com tropas insuficientes para enfrentar os invasores, ele guardou os acessos a Damasco, enquanto al-Mu'azzam se posicionou em Nablus para proteger Jerusalém.
Os cruzados acamparam perto de Acre, em Tel Afek, e em 3 de novembro de 1217 começaram a atravessar o Vale de Esdrelon em direção a 'Ain Jalud, prevendo emboscadas. Ao ver a força dos cruzados, al-Adil recuou até Beisan, contra a vontade de al-Mu'azzam, que desejava atacar das alturas de Naim. Novamente contra o conselho do filho, al-Adil abandonou Beisan, que logo caiu, sendo saqueada pelos cruzados. Ele continuou recuando até Ajlun, ordenando que al-Mu'azzam protegesse Jerusalém das alturas de Lubban, próximo a Silo. Al-Adil retornou a Damasco, parando em Marj al-Saffar.
Em 10 de novembro de 1217, os cruzados cruzaram o rio Jordão em Jisr el-Majami, ameaçando Damasco. O governador local tomou medidas defensivas e recebeu reforços de al-Mujahid Shirkuh, emir aiúbida de Homs. Sem confronto direto, os cruzados regressaram ao acampamento próximo a Acre, atravessando em Jacob's Ford. André II não voltou ao campo de batalha, preferindo ficar em Acre coletando relíquias.
Sob o comando de João de Brienne, com apoio de Boemundo IV, os húngaros avançaram contra o Monte Tabor, considerado pelo inimigo como inexpugnável. Uma batalha em 3 de dezembro de 1217 foi logo abandonada pelos líderes, mas retomada pelos Templários e Hospitalários. O uso de fogo grego pelo inimigo forçou o abandono do cerco em 7 de dezembro. Uma terceira incursão húngara, possivelmente liderada por um sobrinho de André, sofreu desastre em Mashghara. A pequena força foi dizimada, e os poucos sobreviventes retornaram a Acre na véspera de Natal. Terminava, assim, o que se conhece como Cruzada Húngara de 1217.
No início de 1218, doente, André decidiu voltar à Hungria, sob risco de excomunhão. Ele e seu exército partiram em fevereiro de 1218, parando antes em Trípoli para o casamento de Boemundo IV com Melesanda de Lusignan. Hugo I de Chipre, que acompanhava os comandantes, adoeceu na cerimônia e morreu logo depois. André retornou à Hungria no final de 1218.
Nesse meio tempo, esforçavam-se para reforçar Château Pèlerin (pelos Templários, com apoio de Walter II de Avesnes) e Cesareia, o que mais tarde se mostraria útil. Mais tarde, em 1218, Oliver de Paderborn chegou com um novo exército alemão e Guilherme I da Holanda chegou com um exército misto de neerlandeses, flamengos e frísios. Ficou claro que Frederico II não iria ao Oriente, então os cruzados começaram a planejar em detalhes. A campanha seria liderada por João de Brienne, com base em seu status no reino e sua reputação militar. Voltou-se ao objetivo original, abandonado no ano anterior por falta de recursos: atacar o Egito em vez de Alexandria. Acreditavam que o caminho para Jerusalém passava pela conquista do Egito. O exército europeu foi suplementado por tropas do reino e das ordens militares.

## Campanha no Egito
Em 27 de maio de 1218, a primeira parte da frota cruzada chegou ao porto de Damieta, na margem direita do Nilo. Simão III de Sarrebrück foi escolhido como líder temporário até a chegada do restante da frota. Em poucos dias, chegaram João de Brienne, Leopoldo VI da Áustria e os mestres Peire de Montagut (Templários?), Hermann von Salza (Teutônicos) e Guérin de Montaigu (Hospitalários). Um eclipse lunar em 9 de julho foi visto como bom presságio.
Os muçulmanos não esperavam que os cruzados iniciassem um ataque ao Egito, e a notícia pegou al-Adil de surpresa. Ele ainda estava em Marj al-Saffar, e seus filhos Al-Kamil e al-Mu'azzam cuidavam da defesa do Cairo e da costa síria, respectivamente. O Egito mobilizou reforços de toda a Síria, mas o contingente acampado em al-'Adiliyah, a poucos quilômetros ao sul de Damieta, era insuficiente para um ataque frontal aos cruzados, servindo apenas para impedir que eles cruzassem o rio Nilo.

### A Torre de Damieta
As fortificações de Damieta eram poderosas, consistindo em três muros de diferentes alturas, com dezenas de torres internas, reforçadas para repelir invasores. Havia uma ilha no Nilo, onde ficava o Burj al-Silsilah (a “torre da corrente”), assim chamada pelas correntes de ferro que podiam ser esticadas através do rio, impedindo a navegação. A torre, com 70 níveis e centenas de defensores, era a chave da defesa de Damieta.
O cerco de Damieta teve início em 23 de junho de 1218, com ataque à torre envolvendo cerca de 80 navios munidos de máquinas de projéteis, mas sem sucesso. Desenvolveram-se duas novas embarcações: uma, usada por Leopoldo VI e pelos Hospitalários, permitia sustentar escadas de assalto montadas em dois navios amarrados; a outra, chamada maremme, sob comando de Adolfo VI de Berg, tinha uma pequena fortaleza no mastro para atirar pedras e dardos. O primeiro ataque (maremme) falhou sob forte contra-ataque, e as escadas de assalto ruíram sob o peso dos cavaleiros.
Oliver de Paderborn, apoiado por neerlandeses e alemães, demonstrou engenhosidade construindo um mecanismo que combinava o melhor dos modelos anteriores. Protegido do fogo grego por peles, incluía uma escada giratória que se estendia bem além do casco. Em 24 de agosto, o assalto foi renovado. No dia seguinte, a torre foi tomada e as correntes de proteção foram cortadas.
A perda da torre foi um grande choque para os aiúbidas. O sultão al-Adil faleceu pouco depois, em 31 de agosto de 1218. Seu corpo foi secretamente levado a Damasco, e seu tesouro foi disperso antes de se anunciar sua morte. Seu filho Al-Kamil o sucedeu como sultão. O novo governante tomou medidas de defesa, afundando vários navios cerca de um quilômetro rio acima, bloqueando o Nilo durante o inverno de 1218–1219.

### Preparação para o cerco
Os cruzados não pressionaram a vantagem, e muitos consideraram voltar para casa, crendo ter cumprido o voto. Ofensivas de maior envergadura dependeriam das condições do Nilo e da chegada de reforços. Entre os recém-chegados estavam o legado papal Pelágio Galvani e seu assistente, Robert de Courçon, que vinham com um contingente de cruzados romanos financiados pelo papa. Também chegou um grupo inglês menor que o esperado, liderado por Ranulfo de Blondeville, e pelos filhos ilegítimos do rei João de Inglaterra, Oliver e Ricardo. No final de outubro, surgiu outro grupo de franceses, incluindo Guillaume II de Genève, arcebispo de Bordéus, e o recém-nomeado bispo de Beauvais, Milo de Nanteuil.
Em 9 de outubro de 1218, forças egípcias lançaram um ataque surpresa contra o acampamento cruzado. Descobertos, foram massacrados pelo contra-ataque de João de Brienne e sua comitiva, o que conteve o ataque maior. Pelágio, que se considerava o comandante supremo, enviou navios especiais Nilo acima, sem resultados. Novo ataque muçulmano em 26 de outubro também fracassou, bem como a tentativa cruzada de dragar um canal abandonado (al-Azraq) para contornar a defesa do Nilo instalada por al-Kamil.
Em seguida, os cruzados construíram uma fortaleza flutuante gigantesca, mas em 9 de novembro de 1218 uma tempestade a deslocou para perto do acampamento egípcio. Os muçulmanos atacaram e mataram quase todos os defensores; apenas dois sobreviveram, acusados de covardia e executados por João. A tempestade, de 3 dias, alagou ambos os acampamentos, devastando suprimentos e navios cruzados. Nos meses seguintes, doenças mataram muitos cruzados, incluindo Robert de Courçon. Durante a tempestade, Pelágio assumiu de vez a liderança, sendo apoiado pelos cruzados, que ansiavam ações mais agressivas. Em fevereiro de 1219, lançaram ofensivas sem grande sucesso por conta do clima e da força defensiva do inimigo.
Nesse período, al-Kamil, no comando da defesa, quase foi deposto por um golpe que pretendia colocar seu irmão al-Faiz Ibrahim no trono. Avisado a tempo, precisou fugir do acampamento. No meio da confusão, os cruzados avançaram para Damieta. Al-Kamil chegou a cogitar fugir para o Iêmen, governado por seu filho Al-Mas'ud Yusuf, mas a vinda de seu irmão al-Mu'azzam com reforços da Síria pôs fim à conspiração. Em 5 de fevereiro de 1219, um ataque cruzado contra as forças egípcias, que haviam recuado, encontrou pouca resistência.
Os cruzados cercaram Damieta, com os italianos ao norte, Templários e Hospitalários a leste e João de Brienne (com franceses e pisanos) ao sul. Os frísios e alemães permaneceram no acampamento antigo do outro lado do rio. Novos reforços chegaram de Chipre, liderados por Walter III de Cesareia.
Nesse ponto, al-Kamil e al-Mu'azzam tentaram negociar com os cruzados, convidando enviados cristãos ao acampamento. Ofereceram entregar o reino de Jerusalém, menos al-Karak e Montreal, que protegiam a estrada para o Egito, além de uma trégua de vários anos, em troca da retirada cruzada do Egito. João de Brienne e outros líderes seculares concordavam, pois o objetivo principal era Jerusalém, mas Pelágio e os mestres dos Templários, Hospitalários e venezianos recusaram essa e outras propostas, fragmentando a unidade cristã. Al-Mu'azzam concentrou forças em Fariskur, rio acima de al-'Adiliyah. Sem que os cruzados soubessem, Damieta estava quase desguarnecida após surtos de doença que dizimaram a guarnição.
Na Terra Santa, al-Mu'azzam começou a desmontar fortificações no Monte Tabor, assim como em Jerusalém, para negar abrigo caso os invasores chegassem. Al-Muzaffar II Mahmud, filho do emir aiúbida de Hama (e depois emir ele próprio), chegou ao Egito com tropas sírias, lançando uma série de ataques (até 7 de abril de 1219) contra o acampamento cruzado, sem sucesso. Enquanto isso, muitos cruzados partiam, como Leopoldo VI, mas outros chegavam, como Gui I Embriaco, que trouxe suprimentos. Os muçulmanos continuaram as ofensivas até maio, enquanto os cruzados empregaram um carroccio lombardo em contra-ataques.
Em agosto de 1219, al-Kamil voltou a propor paz, aparentemente em desespero, usando recém-capturados como emissários junto aos cristãos. O acordo incluía o que já fora oferecido, além de pagar pela restauração das fortificações danificadas, devolver a parte da Vera Cruz perdida em Hatim e libertar prisioneiros. Outra vez Pelágio recusou, e continuaram chegando reforços, como um contingente inglês liderado por Savary de Mauléon, senescal do falecido rei João da Inglaterra.

### São Francisco no Egito

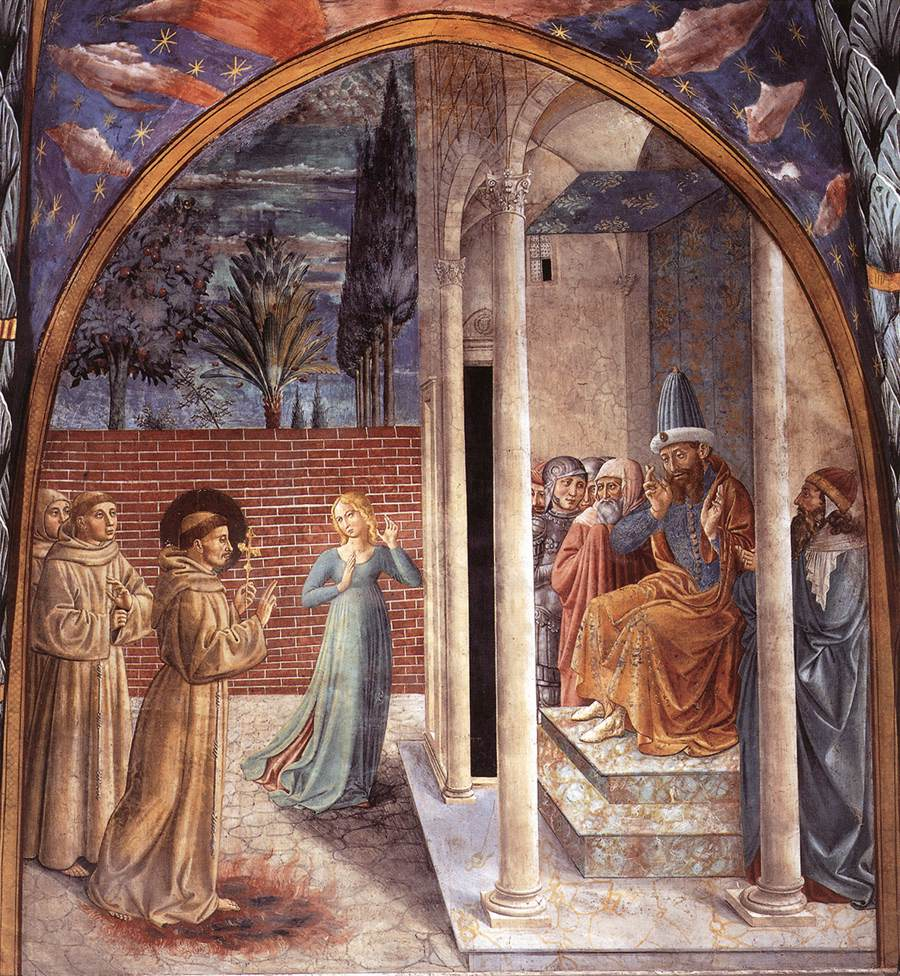
Francisco de Assis e Illuminato da Rieti diante do sultão Al-Kamil. Afresco do século XV por Benozzo Gozzoli.

Em setembro de 1219, Francisco de Assis chegou ao acampamento cruzado procurando permissão de Pelágio para visitar o sultão al-Kamil. Francisco já tinha história com as cruzadas. Em 1205, planejara se unir ao exército de Walter III de Brienne (irmão de João), desviado da Quarta Cruzada para lutar na Itália. Voltou a uma vida de mendicância, depois encontrando-se com Inocêncio III, que aprovou sua ordem religiosa. Após a vitória cristã na batalha de Las Navas de Tolosa em 1212, Francisco rumou para encontrar o califa almóada Muhammad an-Nāsir, para convertê-lo ao cristianismo, mas só chegou até Santiago de Compostela, adoecendo no caminho, mas firmando um propósito. Sua experiência lendária com o lobo de Gubbio exemplificou sua crença no poder da cruz.
Inicialmente Pelágio negou o pedido, mas acabou concedendo permissão a Francisco e a seu companheiro Illuminato da Rieti, considerando a missão praticamente suicida. Eles atravessaram as linhas para pregar diante de al-Kamil, que imaginou serem emissários oficiais dos cruzados e os recebeu cordialmente. Ao descobrir que sua intenção era denunciar as maldades do Islã, alguns na corte exigiram a execução dos frades. Al-Kamil, porém, os ouviu e os mandou de volta ao acampamento cristão escoltados. Francisco teria obtido a promessa de tratamento mais humano aos prisioneiros cristãos. Conforme sermão posterior de Bonaventura, o sultão teria se convertido ou aceitado batismo em leito de morte graças a Francisco.
Francisco permaneceu no Egito até a queda de Damieta, partindo depois para Acre. Lá, fundou a Província da Terra Santa, um priorado da Ordem Franciscana, obtendo para os frades o ponto de apoio que mantêm até hoje como guardiães dos lugares sagrados.

### Cerco de Damieta
Ver também
Com as negociações estagnadas e Damieta isolada, em 3 de novembro de 1219 al-Kamil tentou enviar suprimentos para a cidade através do setor guarnecido pelos franceses liderados por Hervé IV de Donzy. Os egípcios foram em grande parte bloqueados, e Hervé acabou deposto do comando. A investida reacendeu a determinação dos cruzados.
Em 5 de novembro de 1219, suspeitando que a cidade estivesse abandonada, os cruzados entraram em Damieta e a encontraram quase vazia, repleta de mortos e de doentes graves. Ao ver os estandartes cristãos sobre a muralha, al-Kamil mudou seu acampamento de Fariskur para Mansurah, rio acima. Os sobreviventes da cidade foram escravizados ou mantidos como reféns para troca por prisioneiros cristãos.
As fortificações de Damieta estavam praticamente intactas, e os vitoriosos cruzados reivindicaram grande butim. Em 23 de novembro de 1219, tomaram a cidade vizinha de Tínis, na foz do ramo Tânitico do Nilo, garantindo acesso a alimentos do Lago Manzala.
Como de costume, surgiu disputa sobre o domínio da cidade, se secular ou eclesiástico. Em certo momento, João de Brienne, irritado, armou três navios para partir. Pelágio cedeu, autorizando João a governar Damieta até decisão papal. Contudo, os italianos, insatisfeitos com a repartição dos despojos, reagiram expulsando os franceses. Apenas em 2 de fevereiro de 1220 a situação se estabilizou, com cerimônia formal para celebrar a conquista cristã. Logo depois João foi embora para a Terra Santa, possivelmente descontente com Pelágio ou para pleitear seu direito ao trono da Armênia. Honório III decidiu em favor de Pelágio como governante de Damieta.
Entre as baixas durante a campanha em Damieta, estavam Oliver, filho ilegítimo do rei João, Milo IV de Puiset e seu filho Walter, e Hugo IX de Lusignan. O grão-mestre templário Guilherme de Chartres morrera de peste antes do cerco.

### João de Brienne retorna a Jerusalém
O sogro de João de Brienne, Leão I da Armênia, morreu em 2 de maio de 1219, deixando incerta a sucessão. João alegava direito ao trono armênio por meio de sua esposa Estefânia da Armênia e do filho deles, ainda bebê, mas Leão I havia deixado o reino para sua filha Isabel da Armênia. Em fevereiro de 1220, o papa decretou que João era o herdeiro legítimo do Reino Armênio da Cilícia. João partiu de Damieta rumo a Jerusalém por volta da Páscoa de 1220 para fazer valer sua herança. Isso gerou rumores de deserção, porém infundados.
Pouco depois de João chegar, Estefânia e o filho morreram, acabando com sua reivindicação sobre a Cilícia. Sabendo da morte deles, Honório III declarou Raimundo-Roupen (deserdado por Leão I) governante legítimo, ameaçando excomungar João se lutasse pela coroa armênia. Para reforçar seus direitos, Raimundo-Roupen foi a Damieta no verão de 1220 encontrar-se com Pelágio.
Depois de Damieta tomada, Walter de Cesareia trouxera 100 cavaleiros cipriotas, incluindo o nobre Pedro Chappe e o jovem Felipe de Novara, que recebeu instrução do jurista Raul de Tiberíades. Na ausência de João, Pelágio deixara as rotas marítimas Acre-Damieta desprotegidas, e uma frota muçulmana atacou os cruzados no porto de Limassol, causando mais de mil baixas. Muitos cipriotas partiram do Egito ao mesmo tempo que João. Quando retornou, ele passou por Chipre e trouxe novos contingentes.
João permaneceu em Jerusalém por vários meses, sobretudo por falta de recursos. Como seu sobrinho Walter IV de Brienne estava perto da maioridade, João lhe cedeu o Condado de Brienne em 1221. Atendendo ordem papal, retornou ao Egito e juntou-se de novo à cruzada em 6 de julho de 1221.

### Desastre em Mansurah
Ver também
A situação em Damieta após a celebração de fevereiro de 1220 era de inatividade e descontentamento. O exército carecia de disciplina, e Pelágio mantinha regras rígidas. Suas extensas normas não evitaram que os caminhos marítimos de Chipre a Damieta ficassem desprotegidos. Vários navios com peregrinos foram afundados, e muitos cruzados decidiram ir embora. Mesmo assim, chegavam outros, como o arcebispo de Milão, Enrico da Settala, e o arcebispo de Creta (não identificado), prenunciando o trágico desfecho na batalha de Mansurah de 1221, que encerraria a cruzada.
No fim de 1220 ou início de 1221, al-Kamil enviou o emissário Fakhr ad-Din ibn as-Shaikh para pedir ajuda a seu irmão al-Ashraf, que governava boa parte da Armênia a partir de Sinjar, mas foi inicialmente rejeitado. Aquele período coincidiu com as invasões mongóis na Pérsia. Quando o califa abássida al-Nasir pediu tropas a al-Ashraf, este decidiu encaminhá-las, mas para o Egito, em auxílio do irmão. O Império Aiúbida via a derrubada mongol do xá Maomé II de Corásmia como o fim de um de seus principais inimigos, possibilitando enfrentar os invasores em Damieta.
Em Damieta, Pelágio pouco fez para tirar os cruzados da inércia em 1220, exceto permitir uma incursão templária em Burlus em julho, que rendeu pilhagens, mas com morte e captura de muitos cavaleiros. A relativa tranquilidade no Egito permitiu que al-Mu'azzam retornasse à Síria após a derrota em Damieta, atacando as últimas fortalezas costeiras, inclusive capturando Cesareia. Em outubro, desmontou ainda mais as defesas de Jerusalém e tentou sem sucesso sitiar Château Pèlerin, defendido por Peire de Montagut e seus templários, recém-chegados do Egito.
Enquanto isso, al-Kamil reforçou Mansurah, outrora pequeno acampamento, transformando-o em uma cidade fortificada que poderia substituir Damieta na foz do Nilo. Ele chegou a renovar ofertas de paz, rejeitadas por Pelágio, que cria ser possível conquistar não só o Egito como Jerusalém. Em dezembro de 1220, Honório III anunciou que Frederico II enviaria tropas em março de 1221, e que o recém-coroado imperador seguiria para o Egito em agosto. Algumas tropas chegaram de fato em maio, lideradas por Luís I da Baviera e o bispo Ulrich II de Passau, sob ordens de aguardar Frederico antes de qualquer ofensiva.
Ainda antes da tomada de Damieta, os cruzados tinham conhecimento de um livro em árabe que supostamente predissera a tomada de Jerusalém por Saladino e previa agora a captura de Damieta pelos cristãos. Isso e outros escritos proféticos alimentaram rumores de um levante cristão contra o poder islâmico, influenciando considerações sobre as propostas de al-Kamil. Em julho de 1221, surgiu também o boato de que um rei Davi, descendente do lendário Preste João, estaria a caminho da Terra Santa para se juntar à cruzada e libertar os prisioneiros cristãos do sultão. A história foi tão alardeada que motivou uma ofensiva prematura contra o Cairo. Na verdade, eram confusões com as notícias de Gengis Khan e das invasões mongóis na Pérsia.
Em 4 de julho de 1221, Pelágio, decidido a avançar para o sul, proclamou três dias de jejum em preparação. João de Brienne, que chegara ao Egito pouco antes, alertou contra a marcha, mas foi ignorado. Considerado quase um traidor, juntou-se aos cruzados mesmo assim. As tropas seguiram para Fariskur em 12 de julho, onde Pelágio as dispôs em formação de batalha.
Os cruzados avançaram até Sharamsah, a meio caminho entre Fariskur e Mansurah, na margem leste do Nilo, ocupando-a em 12 de julho de 1221. João de Brienne tentou dissuadir novamente o legado, mas o exército buscava riquezas no Cairo, ameaçando matá-lo se insistisse. Em 24 de julho, Pelágio levou as forças à região do canal al-Bahr as-Saghit (canal Ushmum), ao sul da vila de Ashmun al-Rumman, defronte de Mansurah. Planejara manter linhas de suprimento para Damieta, porém trazendo poucos mantimentos.
Os egípcios, conhecedores do terreno e de seus canais, abriram as comportas da margem direita do Nilo, inundando a área e tornando a batalha impossível. Al-Kamil ainda reforçava Mansurah com tropas sírias e embarcações vindas de Al-Maḥallah. Os cruzados, sob constante pressão, viram muitos camaradas fugirem de volta a Damieta — e, dali, para casa.
Em 26 de agosto de 1221, os cruzados tentaram chegar a Barâmûn à noite, mas foram percebidos pelos egípcios, que os atacaram. Abastecidos com vinho que não quiseram abandonar, muitos cruzados estavam desprevenidos. Em 28 de agosto, Pelágio propôs rendição, enviando um emissário a al-Kamil.
Os cruzados ainda contavam com a guarnição de Damieta e uma esquadra comandada por Henrique de Malta, pelo chanceler siciliano Walter de Palearia e pelo marechal imperial alemão Anselmo de Justingen, enviados por Frederico II. Ofereceram evacuar Damieta e aceitar uma trégua de oito anos em troca de passagem segura, libertação de prisioneiros e devolução da relíquia da Vera Cruz. Antes da rendição formal, cada lado manteria reféns, entre eles João de Brienne e Hermann von Salza pelos francos, e as-Salih Ayyub, filho de al-Kamil, pelos egípcios.
Os mestres das ordens militares foram a Damieta comunicar a rendição. Lá, os venezianos tentaram assumir o controle, mas, no fim, Damieta foi devolvida em 8 de setembro de 1221. Os navios cruzados partiram, e o sultão entrou na cidade. Terminava a Quinta Cruzada.

## Consequências
A Quinta Cruzada acabou sem ganhos para o Ocidente, com grandes perdas humanas, de recursos e de prestígio. Houve revolta quanto ao início prematuro das operações, antes da chegada de Frederico II. Walter de Palearia perdeu bens e foi exilado. Henrique de Malta foi preso, mas depois perdoado por Frederico II. João de Brienne demonstrou limitações em comandar exército internacional e foi criticado por ter “abandonado” a Cruzada em 1220. Pelágio foi acusado de conduzir mal a Cruzada e de rejeitar de modo insensato as propostas de paz do sultão. Mas as maiores críticas recaíram sobre Frederico II, cuja ambição se concentrava visivelmente mais na Europa que na Terra Santa. Os cruzados sequer conseguiram recuperar a relíquia da Vera Cruz, pois os egípcios alegaram não tê-la, e os cristãos deixaram o Egito de mãos vazias.
A decepção levou à canção satírica D'un sirventes far do trovador Guilhem Figueira, repleta de críticas ao papado. Por outro lado, Gormonda de Monpeslier respondeu a Figueira com Greu m'es a durar, atribuindo o fracasso à “loucura” dos maus cristãos, ao invés de culpar Pelágio ou o Papa. O Palästinalied, de Walther von der Vogelweide, descreve em Alto Alemão Médio a perspectiva de um peregrino na Terra Santa durante o auge da Quinta Cruzada.

## Participantes
Uma lista parcial de participantes da Quinta Cruzada pode ser encontrada nas categorias Cristãos da Quinta Cruzada e Muçulmanos da Quinta Cruzada (em wikis que usem tais categorias).

## Historiografia
A historiografia da Quinta Cruzada aborda a “história das histórias” dessas campanhas militares, bem como biografias de figuras importantes. As fontes primárias incluem obras medievais, escritas por participantes ou quase contemporâneas, enquanto as fontes secundárias se iniciam com compilações de textos nos séculos XVI e XVII e seguem até os dias atuais; já as fontes terciárias são basicamente enciclopédias, bibliografias e genealogias.
As principais fontes ocidentais sobre a Quinta Cruzada foram compiladas, pela primeira vez, em Gesta Dei per Francos (1611), do acadêmico e diplomata francês Jacques Bongars. Incluiria:
- Estoire d’Eracles émperor, crônica anônima de Jerusalém até 1277, continuando Guilherme de Tiro e usando Ernoul e a Continuação de Rothelin como base.[99]
- Historia Orientalis (Historia Hierosolymitana) e Epistolae, do teólogo e historiador Jacques de Vitry.[100]
- Historia Damiatina, do cardeal Oliver de Paderborn (Oliverus scholasticus), refletindo sua experiência na Cruzada.[101]
- De Itinere Frisonum, testemunho ocular sobre a jornada dos Frísios de Frísia a Acre.[102]
- Flores Historiarum, do cronista inglês Roger de Wendover,[103] cobrindo o período de 1188 à Quinta Cruzada.[104]
- Gesta crucigerorum Rhenanorum, registro dos cruzados da Renânia em 1220.[105]
- Gesta Innocentii III, escrita por um membro da cúria papal.[106]
- Chronicon, de Ricardo de San Germano.[107]

Outras fontes primárias:
- De expugnatione Salaciae carmen, de Goswin de Bossut[108]
- Gesta obsidionis Damiate, de Giovanni Codagnello[109]

As fontes em árabe, parte delas compiladas no Recueil des historiens des croisades, Historiens orientaux (1872–1906), incluem:
- Obra Completa de História (Al-Kamil fi’l-Ta’rikh), em especial os anos 589–629 (1193–1231), de Ali ibn al-Athir, historiador árabe ou curdo.[110]
- Kitāb al-rawḍatayn (O Livro dos Dois Jardins) e al-Dhayl ʿalā l-rawḍatayn, do historiador árabe Abū Shāma.[111]
- Tarikh al-Mukhtasar fi Akhbar al-Bashar (História de Abu al-Fida), do historiador curdo Abu’l-Fida.[112]
- História do Egito, do historiador egípcio Al-Makrizi.[113]
- História dos Patriarcas de Alexandria, iniciada no século X, com acréscimos até o XIII.

Muitas dessas fontes primárias podem ser encontradas na coleção Crusade Texts in Translation. O cronista italiano do século XV, Francesco Amadi, narrou a Quinta Cruzada em seu Chroniques d'Amadi, baseando-se nos relatos originais. O historiador alemão Reinhold Röhricht compilou duas coleções de obras sobre a Quinta Cruzada: Scriptores Minores Quinti Belli sacri (1879) e Testimonia minora de quinto bello sacro (1882). Ele também colaborou em Annales de Terre Sainte, que apresenta cronologia correlacionada com as fontes originais.
A referência “Quinta Cruzada” é relativamente recente. Thomas Fuller chamou-a apenas de “Viagem 8” em The Historie of the Holy Warre. Joseph-François Michaud considerou-a parte da Sexta Cruzada em sua Histoire des Croisades (traduzida pelo escritor britânico William Robson), bem como Joseph Toussaint Reinaud em Histoire de la sixième croisade et de la prise de Damiette. O historiador George Cox, em The Crusades, tratou Quinta e Sexta Cruzadas como uma só, mas no final do século XIX a designação de Quinta Cruzada já era padrão.

Entre as obras secundárias, destacam-se as listadas na bibliografia (abaixo). E entre os trabalhos de referência (obras terciárias), figuram Louis Bréhier na Catholic Encyclopedia, Ernest Barker na Encyclopædia Britannica, e Philip Schaff na Schaff-Herzog Encyclopaedia of Religious Knowledge. Outras obras incluem The Mohammedan Dynasties de Lane-Poole e “Crusades (Bibliography and Sources)” de Bréhier, sínteses breves sobre a historiografia das cruzadas.